# Thomas Wolfe
Thomas Wolfe (Asheville, Sjeverna Karolina, 3. listopada 1900. - Baltimore, Maryland, 15. rujna 1938.), američki književnik.
Njegovi romani su autobiografska ili poluautobiografska djela. Pisana s mnogo retoričke bujnosti, ističu se naglašenim individualizmom i gotovo mističnim uznošenjem mladosti, seksusa i Amerike, ali sadrže i izraženu kritiku društvenih odnosa. 

## Djela
- "Pogledaj dom svoj, anđele",
- "O vremenu i rijeci",
- "Paučina i stijena".
- "Nema povratka domu"